# گری رووت
گری رووت (انگلیسی: Gary Rowett؛ زادهٔ ۶ مارس ۱۹۷۴) بازیکن سابق و مربی فوتبال اهل انگلستان است.
از باشگاه‌هایی که در آن بازی کرده‌است می‌توان به باشگاه فوتبال چارلتون اتلتیک، باشگاه فوتبال دربی کانتی، باشگاه فوتبال برتون آلبیون، باشگاه فوتبال کمبریج یونایتد، باشگاه فوتبال بلکپول، باشگاه فوتبال اورتون، باشگاه فوتبال بیرمنگام سیتی، و باشگاه فوتبال لستر سیتی اشاره کرد.